# Александар Ђоновић
Александар Ђоновић (Велес, 4. април 1931. — Аранђеловац, 1991.) био је српски сликар.

## Биографија
Александар Ђоновић је основну школу започео у Скопљу, да би је 1951. завршио у Аранђеловцу. У Аранђеловцу је завршио гимназију, а 1956. у Београду је завршио Ликовну академију у класи професора Марка Челебоновића. Био је један од оснивача смотре југословенске уметности "Мермер и звуци" у Аранђеловцу. Био је поборник апстрактног експресионизма са истанчаним осећањем за колорит.
У Аранђеловцу је отворена галерија која носи његово име.

## Самосталне изложбе
- Београд,
- Загреб,
- Љубљана,
- Скопље,
- Нови Сад,
- Анкона,
- Напуљ,
- Милано,
- Тунис,
- Париз.

## Награде
- Медаља града Милана, 1971;
- Орден рада са сребрним венцем, 1972;
- Признање Хрватског друштва ликовних умјетника, 1975;
- Плакета Савеза ликовних уметника Југославије, 1978;
- Септембарска награда града Аранђеловца, 1978.